# Родезский собор

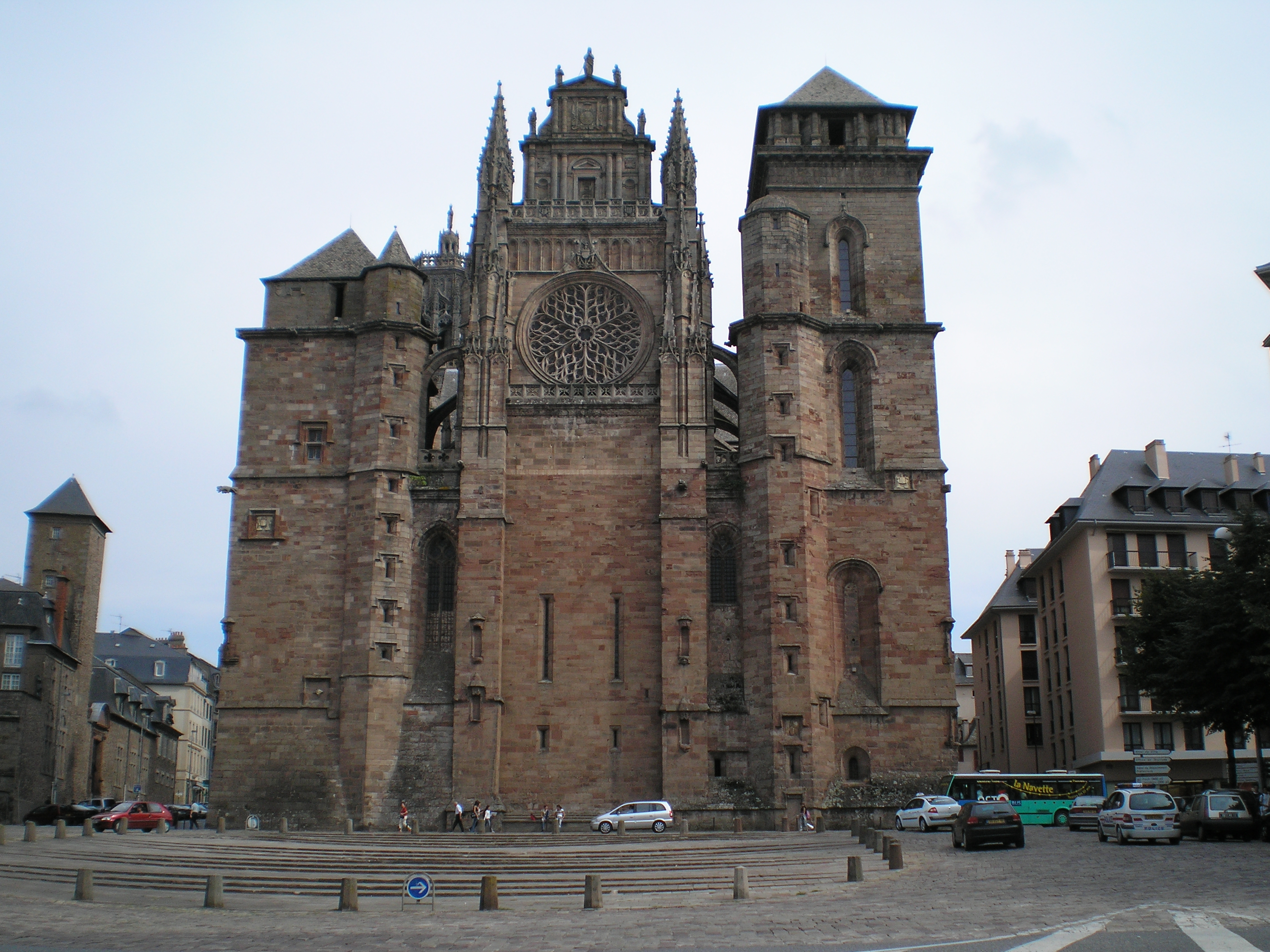

Родезский собор (Нотр-Дам-де-Родез, фр. Cathédrale Notre-Dame de Rodez) — католический собор в городе Родез, Франция. Кафедра епархии Родеза. В Средние Века западная стена собора была частью городских стен.
Христианство в Родезе стало распространено в IV-V вв, а первое упоминание о соборе датируется 516 годом. Здание было перестроено в начале второго тысячелетия, но к XIII веку оно было в упадке, с 1277 года началось строительство нового собора.
Новый собор строился под руководством архитектора Жана Дешама, который следовал принципам «лучистой» готики, характерной для готической архитектуры севера Франции, при проектировании соборов на юге.
Во времена Чёрной Смерти в середине XIV века и Столетней войны возведение храма прекратилось, а работы возобновились только в начале XV века с завершения хора, трансепта и секторов нефа. После пожара 1510 года под руководством епископа Франсуа д'Эстена и Антуана Сальвана собор был перестроен в 1513-1526 годах, при этом была построена новая колокольня высотой 87 метров, которую венчает статуя Девы Марии с хором из четырёх ангелов. Собор был завершён в 1542 году.
С 1862 года собор является Историческим памятником Франции.